# Csaroda
Csaroda is een plaats (község) en gemeente in het Hongaarse comitaat Szabolcs-Szatmár-Bereg. Csaroda telt 654 inwoners (2001).

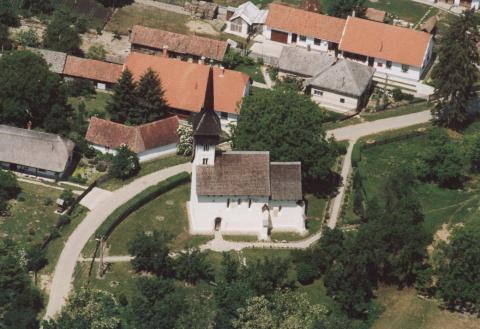
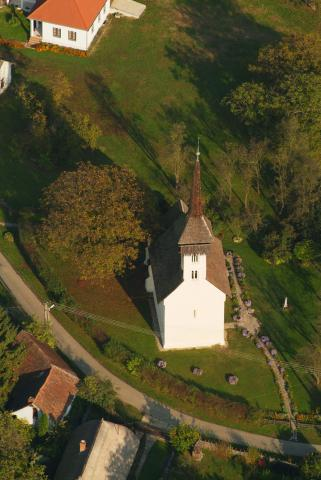